# Попис становништва 2011. у Словенији
Попис становништва у Словенији 2011. године представљао је важан догађај за државу, јер је пружио прецизне податке о демографској структури и социјалним карактеристикама становништва. Попис је спроведен од 1. априла до 15. маја 2011. године, а резултати су коришћени за доношење јавних политика, планирање развоја и усмеравање економских и социјалних ресурса. Овај попис је био четврти у историји Словеније од њене независности 1991. године. 

## Историјски контекст
Словенија је први пут спровела попис становништва као независна држава 1991. године, након распада Југославије. Претходни попис у Словенији обављен је 2002. године, а попис 2011. године је следио као наставак активности државе у области демографских истраживања.

## Методологија пописа
Попис становништва у Словенији 2011. године био је спроведен помоћу комбинације традиционалних метода (пописивачи на терену) и савремених информационих технологија, као што је електронски попис. Подаци су прикупљани путем анкета које су обухватале широк спектар питања, укључујући:
- Основне демографске информације (старост, пол, образовање, национална припадност, итд.)
- Стамбене и економске информације
- Податке о запослености и миграцијама
- Здравствено стање и инвалидитет

## Резултати пописа
Према резултатима пописа становништва из 2011. године, Словенија је имала укупно 2.050.189 становника, што представља мали пад у односу на попис из 2002. године, када је број становника био нешто већи (2.003.000).
Полна структура:
- Мушкарци: 1.016.000 (49,5%)
- Жене: 1.034.000 (50,5%)

Попис је такође показao да је у Словенији значајан проценат старијег становништва. Проценат особа старијих од 65 година био је око 16%, што указује на демографски тренд старења становништва. С друге стране, младих особа (до 14 година) било је око 14%.
Национална и етничка структура: Према подацима из пописа 2011, већина становника Словеније били су Словенци (около 83%), док су остали били припадници различитих мањина, укључујући Хрвате, Србе, Муслимане, Црногорце, Албанце, као и мањи број припадника других народа. Током пописа, такође су се прикупљали подаци о верским опредељењима, а највећи број људи у Словенији припада Римокатоличкој цркви.

## Миграције и урбанизација
Попис 2011. године показao је значајан тренд урбанизације, с тим да је више од половине становништва живело у већим градовима, као што су Љубљана, Марибор и Целе. Стална миграција из мањих насеља у веће градове била је један од главних демографских трендова, што је довело до повећања броја људи који живе у градским срединама.
Попис је такође указао на раст броја имиграната у Словенији, који су долазили из других земаља, пре свега из Балкана и Европске уније. Подаци су показали да је број страних држављана у Словенији значајно порастао у последњој деценији, што је имало велики утицај на радну снагу и економију земље.

## Економски подаци
У погледу економске активности, попис је показao да је око 45% становника било активно запослено, што указује на релативно висок степен запослености. Стопа незапослености била је нешто виша од 7%. Већи број људи био је запослен у сектору услуга, док је индустријски сектор бележио нешто мањи проценат запослених.

## Образовање и здравље
Резултати пописа такође су показали да је образовање становништва у Словенији било на високом нивоу. Већина људи (око 40%) имала је завршену средњу школу, док је велики број имао и вишу или високу школу. Ниво здравља у Словенији био је генерално добар, са високим стандардима у области здравствене заштите и дугим животним веком.

## Закључак
Попис становништва у Словенији 2011. године пружио је важне податке који су помогли државним органима да разумеју демографске промене и да израде стратегије за будући развој. Из резултата пописа се види да Словенија, као и многе друге европске земље, има тенденцију старења становништва, као и важан тренд миграција. Сви ови подаци су коришћени као основа за израду различитих политичких и економских мера, које су касније утицале на развој земље у наредним годинама.